# 김광훈 (축구인)
김광훈(1961년 2월 20일 ~ )은 대한민국의 전 축구 선수 및 지도자이다. 한양대학교를 졸업하였다.
유공 코끼리와 럭키금성 황소에서 프로 경력을 쌓았다.

## 수상

### 클럽
럭키금성 황소
- K리그 우승 1회 : 1990